# Cadro

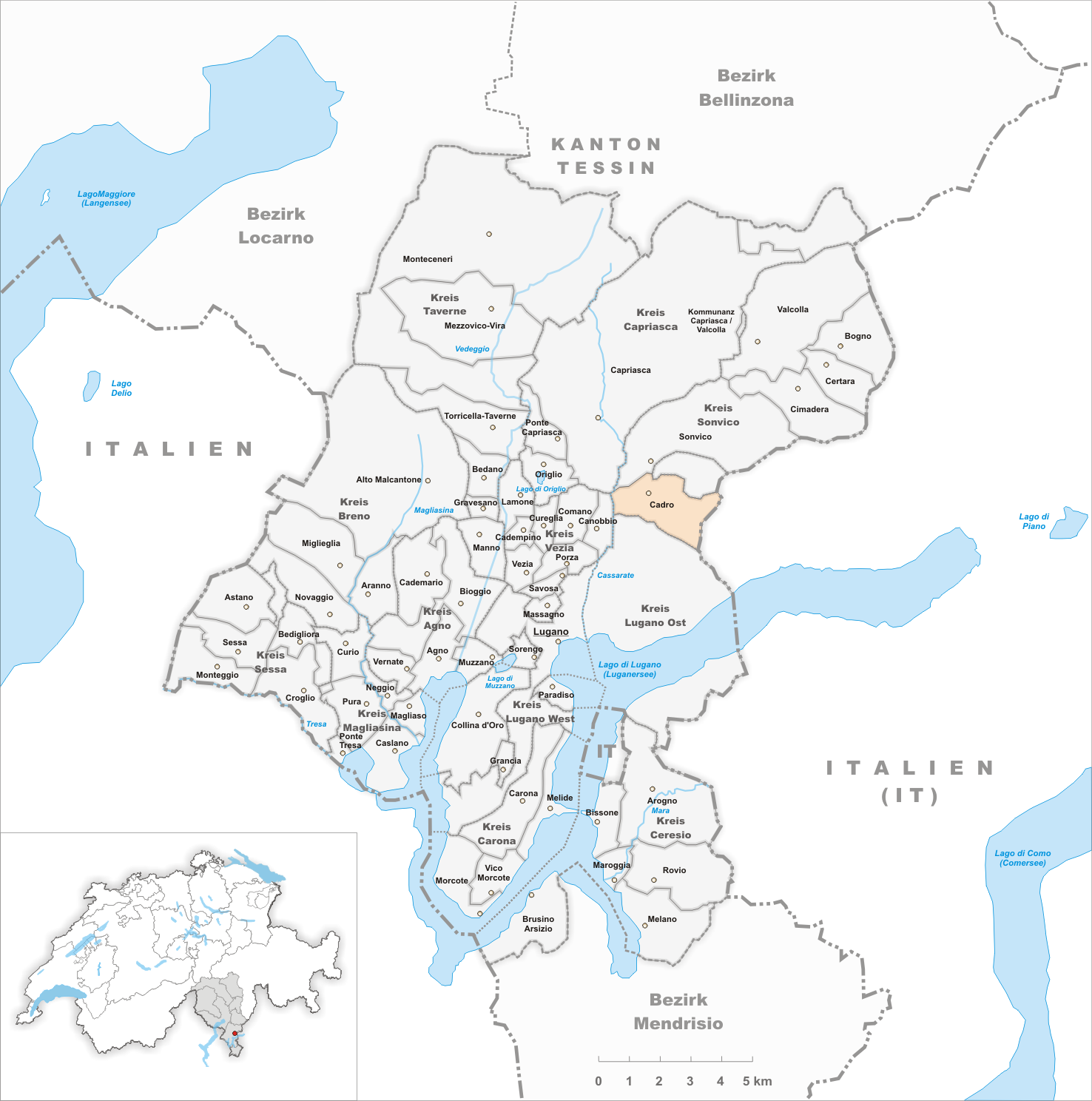
Gemeindestand vor der Fusion am 13. April 2013

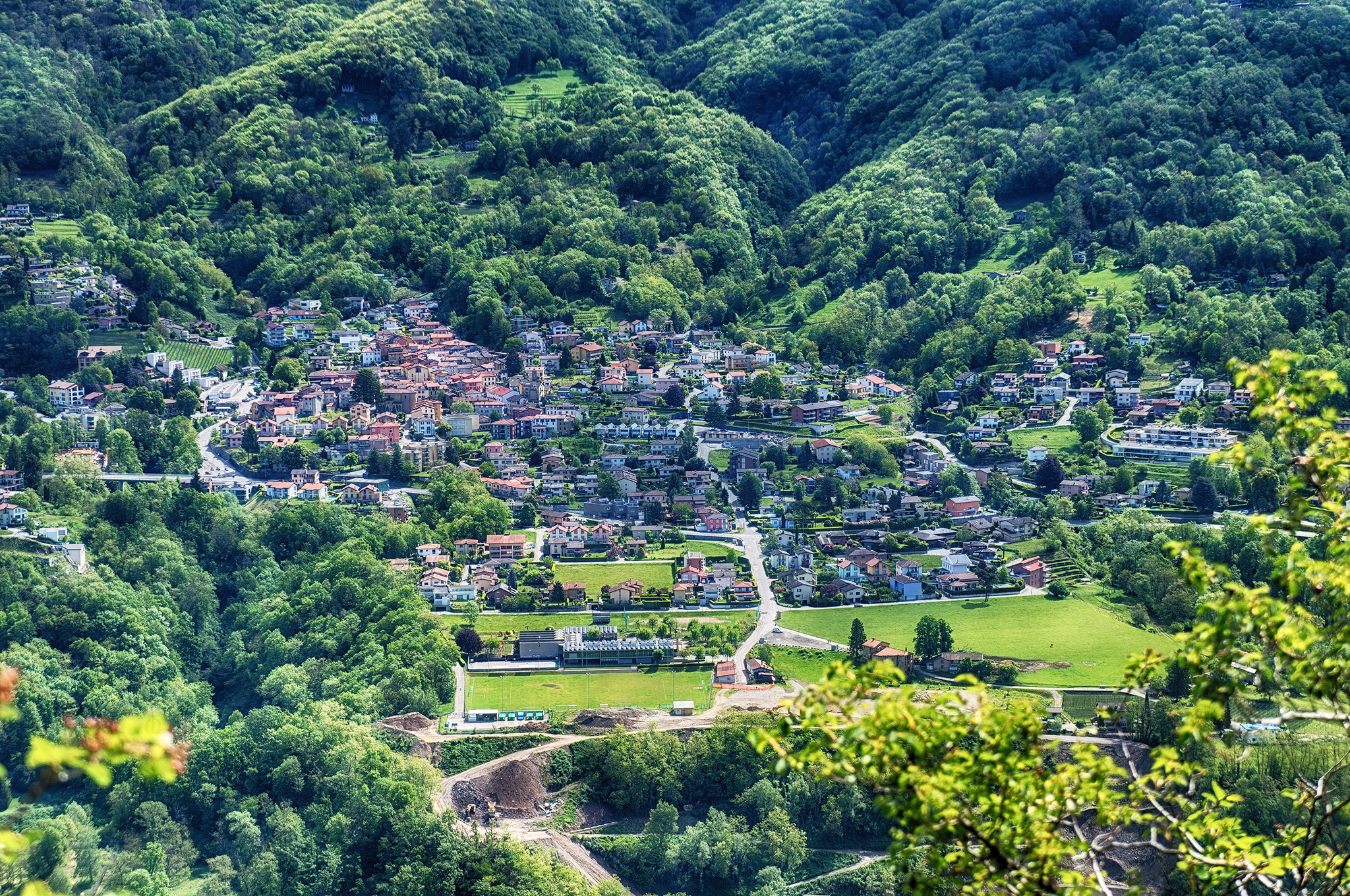
Cadro

Cadro ist seit dem 14. April 2013 ein Quartier der Stadt Lugano im Kreis Lugano Nord, im Bezirk Lugano im Kanton Tessin in der Schweiz. Vorher war Cadro eine selbstständige Gemeinde.

## Geographie
Cadro liegt am Fuss der Denti della Vecchia im Cassaratetal, das vom gleichnamigen Fluss durchflossen wird.

## Geschichte
Cadro wurde erstmals 735 als Cadelo erwähnt. Zur Zeit der Langobarden wurde es 854 im Zusammenhang mit Grundbesitz der Totoniden von Campione d’Italia als Vicus bezeugt, der dann vom langobardischen Herrscher Toto von Campione im Mittelalter an das mailändische Kloster Sant’Ambrogio vermacht wurde. Die Benediktinerabtei Sant’Abbondio in Como und das Spital Santa Maria in Lugano verfügten ebenfalls über Grundbesitz in Cadro. Er umfasste den 1591 erwähnten Ort Abessone oder Dassone, der nach einer Pestepidemie zur Wüstung wurde. Die 1366 erstmals erwähnte Kirche Santa Agata wurde 1603 erneuert.
Am 30. September 2007 lehnten die Stimmberechtigten von Cadro eine Fusion mit der benachbarten Stadt Lugano mit 585 gegen 542 Stimmen ab. Die Gemeinden Barbengo, Carabbia und Villa Luganese hingegen stimmten der Eingemeindung zu.
Die Gemeinde konnte ihre Gemeindefreiheit vorerst bewahren, weil das Bundesgericht auf die Beschwerde einiger Stimmbürger aus Cadro entschieden hatte, dass der Kanton Tessin zum ersten Mal eine Konsultativabstimmung als verbindlich erklären muss und dass er bei Ablehnung der Fusion durch die Stimmbürger keine Zwangsfusion verordnen darf.

Zitat Bundesgerichtsentscheid: 

„die Beschwerdeführer haben das Recht, dass die Konsultativabstimmung, die grundsätzlich die einzige Möglichkeit ist, mit der sie ihren Willen ausdrücken können, ihr Stimmrecht respektiert.“

 Eine zweite Volksabstimmung im Jahr 2012 fiel zugunsten der Eingemeindung aus, so dass die Fusion mit Lugano am 14. April 2013 in Kraft treten konnte.
Cadro bildet aber nach wie vor eine eigenständige Bürgergemeinde.

## Bevölkerung
Einwohnerzahlen: Volkszählungsdaten
Seit 1960 wurde Cadro zunehmend zur Wohngemeinde der Agglomeration Lugano, was zu einem starken Bevölkerungswachstum führte.

## Wirtschaft
Im Dorf wurde hauptsächlich Landwirtschaft betrieben. 1911 wurde es an die Lugano-Cadro-Dino-Bahn angeschlossen. 

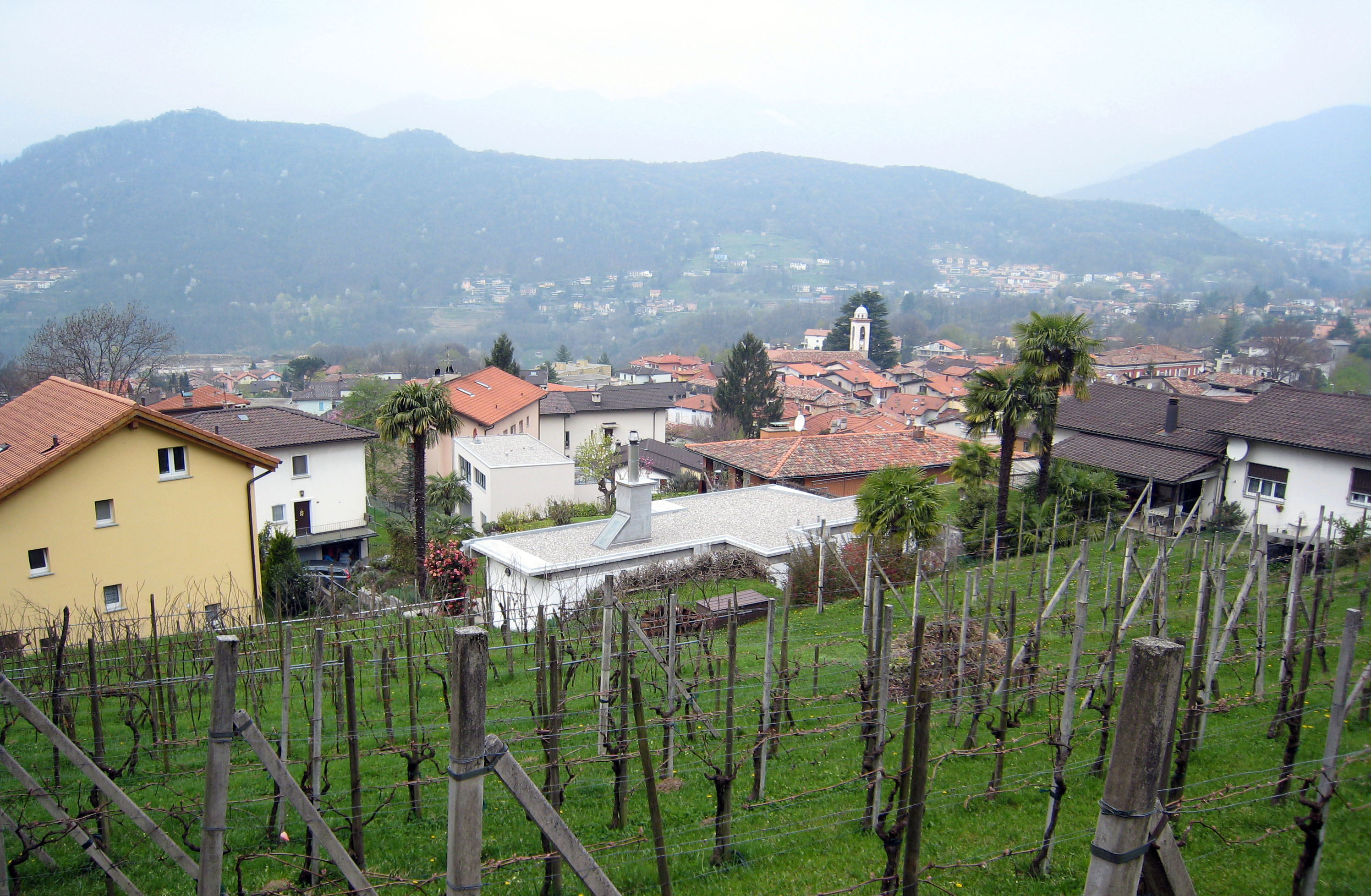
Cadro

Werner Friedli: Cadro, historisches Luftbild (1948)

Werner Friedli: Cadro, historisches Luftbild (1964)

## Sehenswürdigkeiten

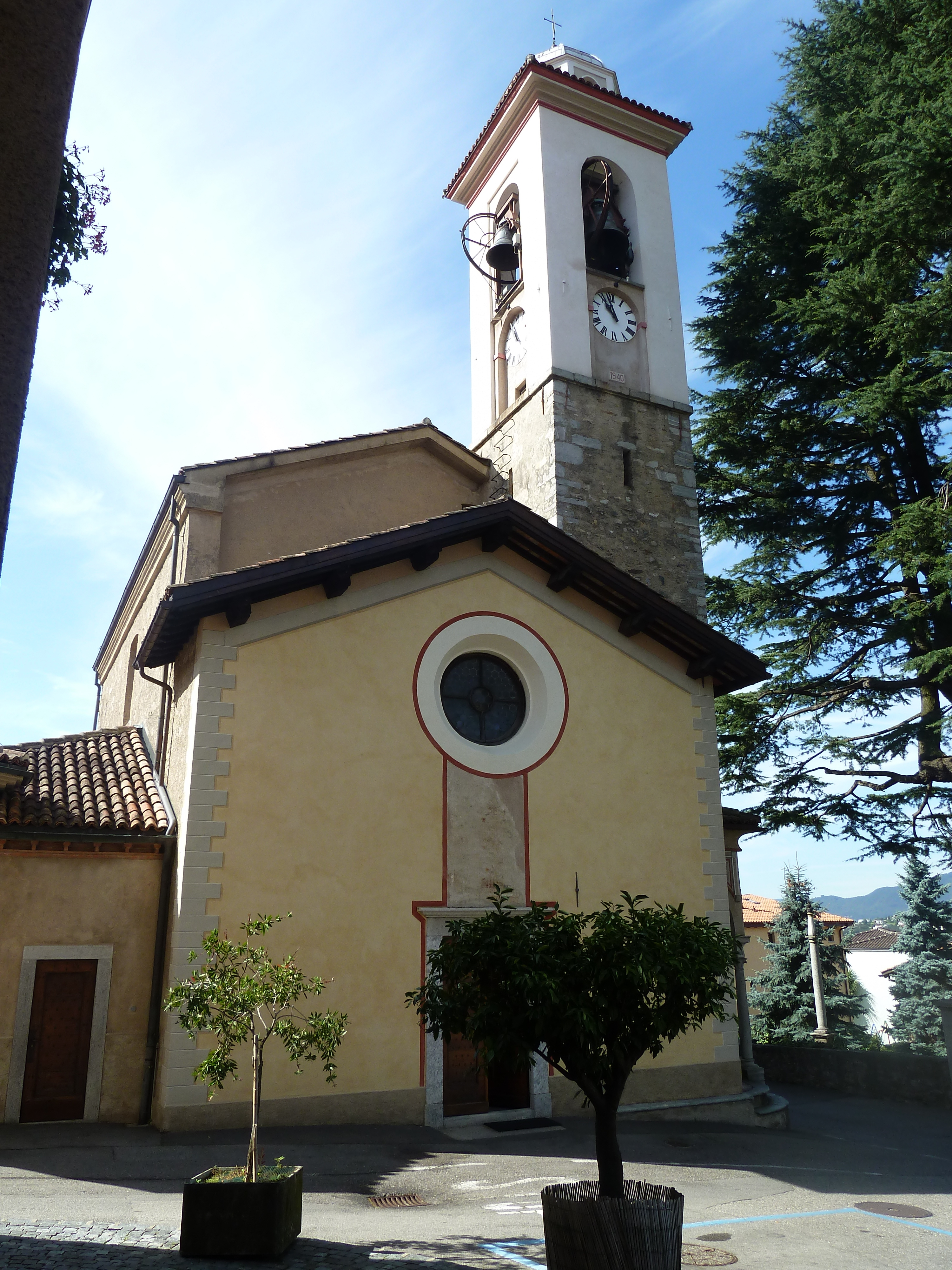
Pfarrkirche Sant’Agata

- Pfarrkirche Sant’Agata, restauriert 2004/2006, Architekten: M. L. Buletti, P. Fumagalli[6]
- Oratorium San Rocco[6]
- Betkapelle in Campagna[6]
- Betkapelle al Mulino[6]
- Brunnen-Sarkofage di Liron[6]
- Kantonales Gefängnis «La Stampa» (1968) in der Via alla Stampa, Architekten: Agostino Cavadini, Augusto Jäggli[6]
- Jagdturm auf Alpe Bolla[6]

## Kultur
- Associazione Aurofonie[7]
- Il Planetario (Ideatorio des USI)[8]

## Sport
- CO Boglia Cadro[9]